# Mielniki (rzeka)
Mielniki (ros. Мельники) – rzeka w Kraju Nadmorskim w Rosji, prawy dopływ Partizanskiej. Do 1972 roku nosiła nazwę Tudagou. Jej długość wynosi 38 km, a powierzchnia zlewni 292 km².